# Orto botanico del Salento
L'Orto botanico del Salento, ubicato nella periferia est di Lecce in adiacenza alla tangenziale, è un parco di interesse botanico e paesaggistico, in parte ancora in fase di realizzazione. È nato inizialmente come struttura satellite dell’Orto botanico di Lecce, per acquisire successivamente (2006) una propria autonomia giuridica a seguito dell’istituzione della Fondazione per la Gestione dell’Orto Botanico Universitario. Vi si accede da via Lorenzo Palumbo, traversa di via Cantù.

## Descrizione
Su di una grande estensione di terreno (circa 130.000 metri quadrati), interamente recintata da muro a secco, vivono oltre 500 specie botaniche differenti, che comprendono taxa introdotti della flora pugliese (piante della macchia mediterranea, dei boschi termofili, delle garighe) o micro-paesaggi vegetali spontanei costituiti da habitat di interesse comunitario (la cui lista è stabilita nell'allegato II della Direttiva Habitat), quali le praterie xeriche a dominanza di graminacee, su substrati calcarei con deboli strati di terra o più spesso roccia affiorante. Pregevole è la presenza in questi contesti di Stipa austroitalica Martinovský subsp. austroitalica, per la rarità, il valore simbolico ed il ruolo essenziale che ha nell'ecosistema, e di numerose specie di Orchidaceae.
Un'altra parte dell’Orto è stata destinata a collezionare cultivar della tradizione agraria locale di piante da frutto, in particolare fichi, peri e drupacee quali mandorli, albicocchi, e susini.
Completano le aree attualmente già configurate dell’orto botanico una foresta alimentare in fase di costruzione, con numerose piante officinali e un giardino sensoriale pensato per i non vedenti, realizzato con il contributo della Lions Clubs International Foundation. 
Oltre a luogo di incontro con la natura e con le persone svolge attività didattica diretta ai bambini, eventi e conferenze per gli amanti della biodiversità, del giardinaggio, dell’agricoltura naturale.